# 泉口镇 (武宁县)
泉口镇，是中华人民共和国江西省九江市武宁县下辖的一个乡镇级行政单位。

## 行政区划
泉口镇下辖以下地区：
路口村、杨岭村、纽丝村、芭蕉村、楼厦村、丰田村、田塘村、凤东村和金水村。